# معدل الرمز
معدل الترميز أو معدل بود في الاتصالات الرقمية هو عدد تغييرات الرموز أو تغيرات الموجة أو أحداث التشوير عبر وسط الإرسال في وحدة زمنية باستعمال إشارة تضمين أو شفرة الخط.
يقاس معدل الرمز بوحدة البود أو رمز/ثانية. وفي حالة سطر الشفرة، يكون معدل الترميز هو معدل النبض لمقدار النبضات في الثانية. ويمكن لكل رمز أن يمثل أو ينقل بت واحدة أو أكثر من البيانات.